# This Happy Feeling
This Happy Feeling (bra: Tudo pelo Teu Amor) é um filme dos Estados Unidos da América de 1958, do gênero comédia, realizado por Blake Edwards, com roteiro do próprio diretor e baseado em peça teatral de F. Hugh Herbert.

## Sinopse
Durante uma festa, Janet Blake pede a um desconhecido, William Tremaine, que a tire dali, pois estava sendo assediada pelo seu chefe.
Já no carro, Jane interpreta mal uma sugestão de Tremaine, e foge no meio de um temporal, indo parar na casa de Preston Mitchell, um actor de teatro reformado e criador de cavalos. Jane concorda, mas nem imagina que os dois homens são amigos. Eles ficam interessados pela moça e tudo fazem para conquistá-la. Ao mesmo tempo, o empresário de Preston quer convencê-lo a actuar numa nova peça.

## Elenco
- Debbie Reynolds .... Janet Blake
- Curd Jürgens .... Preston Mitchell
- John Saxon .... William Tremaine
- Alexis Smith .... Nita Hollaway
- Mary Astor .... Sra. Tremaine
- Estelle Winwood .... Sra. Early
- Troy Donahue .... Tony Manza
- Hayden Rorke .... Sr. Booth
- Gloria Holden .... Sra. Dover
- Alex Gerry .... Sr. Dover
- Joe Flynn .... Dr. McCafferty
- Alexander Campbell .... Briggs
- Clem Fuller .... George